# Siphona immaculata
Siphona immaculata là một loài ruồi trong họ Tachinidae.